# Ana Jagelão da Polônia
Ana Jagelão (Cracóvia, 18 de outubro de 1523 – Varsóvia, 9 de setembro de 1596) foi a Rainha da Polônia e Grã-Duquesa da Lituânia de sua eleição em 1575 até sua abdicação em 1587. Entre 1576 e 1586, ela reinou junto com seu marido Estêvão Báthory. Era filha do rei Sigismundo I e da sua esposa, a rainha Bona Sforza.

## Biografia
Ana Jagelão nasceu em 18 de outubro de 1523, em Cracóvia, no então Reino da Polônia. Era a quarta filha do rei Sigismundo I, e de sua esposa, a duquesa italiana, Bona Sforza. Por parte paterna, seus avós eram o rei Casimiro IV Jagelão da Polônia, e sua esposa, Isabel da Áustria. E por parte materna, era neta do duque de milão, João Galeácio Sforza e da sua esposa, a duquesa consorte de Milão, de Bari e de Rossano, Isabel de Aragão. Ana viveu desde a infância até a vida adulta em Cracóvia. Ela viveu a maior parte do tempo com sua irmã mais velha, Sofia Jagelão, que nasceu em 13 de julho de 1522, e sua irmã mais nova, Catarina Jagelão, que nasceu em 1 de novembro 1526, quando Ana já tinha 3 anos de idade. Ana e suas irmãs se tornaram bem próximas e mantiveram amizade durante a vida toda. Mmesmo após os futuros casamentos das irmãs, Ana e elas se comunicavam constantemente através de cartas.  Mas Ana e suas duas irmãs eram negligênciadas por seus pais, pois o rei Sigismundo I e Bona tinham clara preferência pelos filhos mais velhos, a princesa Isabela Jagelão, e o príncipe Sigismundo Augusto.  Essa negligência por parte de Bona, em partes, foi motivada pelo acidente que sofreu em 1527, que levou a perda do seu último filho, Alberto, o que a traumatizou e tornou-a indiferente em relação às suas três filhas, decidindo se dedicar integralmente em cuidar do seu único filho homem e da filha mais velha.  Por conta disso, Ana nunca foi muito próxima dos seus irmãos mais velhos e certamente se sentiu rejeitada pelos pais, que, inclusive, deixaram Ana e suas irmãs sozinhas em Cracóvia por longos períodos, sob cuidados de babás.
Por exemplo, quando Ana tinha apenas 9 anos de idade, entre junho de 1533 e novembro de 1536, os pais de Ana e seus irmãos mais velhos viajaram para Vilnius, no Grão-Ducado da Lituânia, e só retornaram quando Ana já tinha 12 anos. Nesse período, Bona, Sigismundo I e os irmãos mais velhos de Ana só estiveram em Cracóvia entre 29 de agosto e 1 de setembro de 1535, para presenciar o casamento de Edviges Jagelão, Eleitora de Brandemburgo, filha do primeiro casamento de Sigismundo com Barbara Zápolya, meia-irmã mais velha de Ana, que se casou com Joaquim II Heitor, Eleitor de Brandemburgo. 
Eles só retornaram definitivamente devido ao incêndio que ocorreu no Castelo de Wawel, em 16 de outubro de 1536, presenciado pelas três princesas, que conseguiram ser retiradas a tempo com ajuda dos funcionários do castelo. Isso gerou um grande trauma de fogo nas princesas.  Tudo se repetiu novamente, quando Ana tinha 16 anos, entre abril de 1540 até junho de 1542. Ana e suas irmãs foram deixadas sozinhas novamente, enquanto seus pais e irmãos mais velhos retornaram a Vilnius, e só retornaram quando Ana já tinha 18 anos. Ou seja, Ana e seus pais ficaram anos sem se ver, o que foi difícil pessoalmente para as três princesas.
Mas essa negligência não se restringia apenas a cuidados e falta de amor. Bona e Sigismundo I não fizeram questão de arranjar casamentos para suas filhas, adiando cada vez mais e mais o casamento das princesas, que foram envelhecendo e começando a se tornar solteironas sem perspectivas.  Essa rejeição por parte de seus pais marcou Ana profundamente pelo resto de sua vida. Mas, apesar disso, a mãe de Ana, rainha Bona, tratou que ela e suas irmãs tivessem uma educação exemplar para a época, tal como ela teve na sua infância. Ana se tornou versada em Arquitetura e Finanças. Além do polônes, Ana e suas irmãs também aprenderam a falar fluentemente o latim e o italiano. Em seu tempo livre, Ana gostava de bordar, costurando várias tapeçarias – muitas de suas obras existem até hoje. Ana também gostava de cavalgar. Ela também esteve envolvida em trabalhos de caridade e executava suas obrigações como uma princesa real.
O pai de Ana, o velho rei Sigismundo I, faleceu em 1 de abril de 1548, aos 81 anos de idade, devido a problemas de saúde por conta da idade avançada, quando Ana tinha 25 anos de idade. Apesar de ter sido "rejeitada" pelo pai, Ana certamente ficou muito triste pela morte do mesmo. Com isso, o irmão de Ana, Sigismundo II Augusto da Polônia, até então co-governante, se tornou único Rei da Polônia e Grão-Duque da Lituânia, sucedendo seu pai formalmente. Logo após assumir o trono, porém, Sigismundo II Augusto causou grande polêmica e intrigas na corte real polonêsa ao apaixonar-se e casar-se com a nobre lituana calvinista, Bárbara Radziwiłł. Isso fez surgirem brigas entre a rainha viúva, Bona Sforza, o rei Sigismundo II, e também suas irmãs, incluindo Ana, pois Bona, Ana e as irmãs não aceitavam o casamento de Sigismundo II, considerado uma "má aliança", por Bárbara ser considerada inferior a Sigismundo Augusto na hierarquia nobre. Fizeram, então, forte oposição para tentar impedir o reconhecimento do casamento. Mas os esforços foram em vão e Bárbara foi reconhecida como Rainha da Polônia e Grã-Duquesa da Lituânia em meados de 1550. Embora Bárbara viesse a morrer em 8 de maio de 1551. Isso não impediu Bona de ser expulsa da corte real por seu filho em 1548, mudando-se de Cracóvia, juntamente com suas três filhas, Ana, Catarina e Sofia, para Mazóvia, na cidade de Varsóvia, onde Bona estabeleceu a sua própria corte regional.
Ana apaixonou-se por Varsóvia, que tornar-se-ia sua principal residência pelo resto da vida. Durante seu tempo em Varsóvia, Ana e suas duas irmãs viviam uma vida pacata e religiosa ao lado de sua dominadora mãe, que estava profundamente envolvida em intrigas com o filho.  Mas Ana se tornou popular entre a nobreza da Mazóvia, o que mais tarde iria garantir apoio à sua eleição.
Em janeiro de 1556, Bona arranjou um casamento para a irmã mais velha de Ana, Sofia Jagelão, que casou-se com o duque Henrique V. Com isso, Sofia mudou-se para a atual Alemanha e nunca mais voltou a ver sua amada irmã.
Um mês depois, em fevereiro de 1556, Bona Sforza, a mãe de Ana, saiu da Polônia após finalmente convencer Sigismundo Augusto de a permitir partir. Ele, então, retornou para sua terra natal, em Bari, deixando Ana e Catarina sozinhas em Varsóvia, quando aquela tinha 32 anos. Ana nunca mais veria sua mãe, que faleceu meses depois, em 19 de dezembro de 1557, aos 64 anos, devido a envenenamento por parte de um de seus cortesões, que a matou a mando dos Habsburgo. Ana certamente ficou bem triste pela morte da mãe, tratando de financiar a construção do Mausoléu de sua mãe em Bari posteriormente. Ana também teve de lutar por justiça para conseguir a herança de sua mãe, pois o cortesão que a assasinou forjou um testamento falso. Ana também conseguiu embolsar parcialmente partes do empréstimo de sua mãe, conhecido como Somas Napolitanas. Ana e Catarina viveram juntas em Varsóvia até 1557, quando se mudaram para Vilnius, onde seu irmão, Sigismundo II Augusto, residia na época com sua terceira esposa, Catarina de Áustria. Ana e Catarina tornaram-se bem amigas de sua cunhada.
Em meados de julho de 1561, iniciam-se negociações entre a Polônia e a Suécia para possíveis casamentos para Ana e Catarina. Ana, que à época tinha 38 Anos, se casaria com o príncipe João Vasa e Catarina, com 36 anos, se casaria com Magno Vasa. Essa proposta, entretanto, não foi para frente. Meses depois, em outubro de 1561, João Vasa voltou a negociar por iniciativa própria um casamento, mas não com Ana, e sim com Catarina. Ocorre que era tradição na Polônia que a irmã mais velha se casasse primeiro, então Sigismundo relutou em aceitar a oferta, até que Ana abriu mão de seu pretendente em favor da irmã. Eles se casaram em 4 de Outubro de 1562, e então Catarina deixou a Polônia e foi morar na Suécia com o marido. Ana também nunca mais veria sua irmã. Apesar de certamente estar feliz pelo casamento da Irmã, Ana deve ter se sentido rejeitada e se viu sem perspectivas de se casar. Mas Ana testemunharia um dos maiores atos de seu Irmão, a criação de um novo e único estado, a República das Duas Nações, em 1569, união do Reino da Polônia e o Grão-Ducado da Lituânia, por meio da União de Lublin.
Em 7 de julho de 1572, o irmão de Ana, Sigismundo II Augusto, morreu, e como ele não tinha filhos ou filhas, deixou assim os tronos da Polônia-Lituânia vagos. Ana provavelmente não ficou triste pela morte do irmão, pois o considerava promíscuo e tinha muita mágoa dele por ter negligenciado a questão do seu casamento. Mas Sigismundo II deixou para Ana e suas irmãs uma grande herança, o que beneficiou Ana, embora ela não tenha conseguido tomar posse da herança inteira.  Com a morte de Sigismundo, um período de interregno se seguiu e as nobrezas polaca e lituâna iriam eleger um novo governante. Ainda em meados de 1572, Jean Montluc, Bispo da Diocese de Valência, ofereceu o príncipe francês Henrique Valois, futuro Henrique III da França, aos nobres eleitores da Comunidade como o novo rei. Montluc prometeu aos eleitores que Henrique se casaria com Ana, "para manter a tradição dinástica". Henrique foi eleito durante a eleição real de 1573, após subornos da França aos nobres da Comunidade serem feitos. Ana estava esperançosa que Henrique se casasse com ela, pois ele até estava a cortejando. Porém, após Henrique ter sido eleito como o primeiro monarca na República das Duas Nações, ele quebrou sua promessa e nunca se casou, pois o irmão mais velho de Henrique, o Rei Carlos IX de França, havia morrido em 30 de maio de 1574 e Henrique era herdeiro legítimo dele na linha de sucessão, já que o seu irmão não teve filhos do sexo masculino. Então, em junho de 1574, Henrique fugiu da República para assumir suas novas responsabilidades como rei da França. Ele prometeu que retornaria, mas não o fez. Desse modo, por volta de maio de 1575, o Parlamento da Comunidade removeu-o como seu monarca oficialmente.

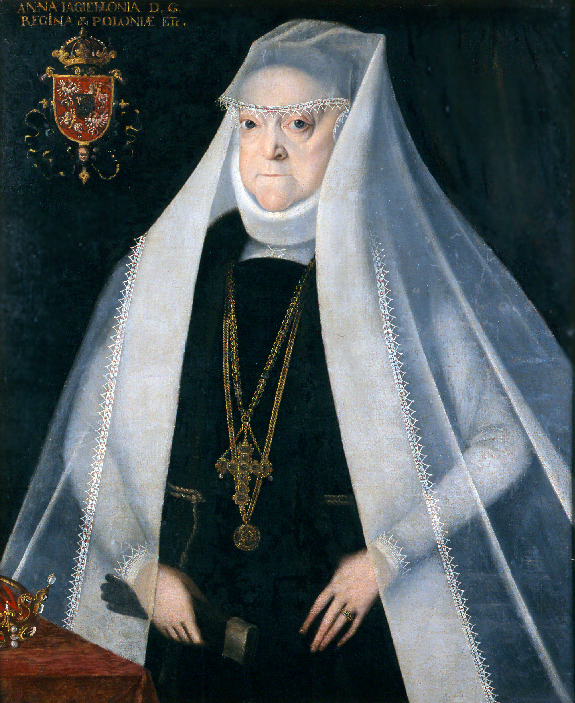
Ana como viúva por Martim Kober

Durante o segundo interregno, Ana assumiu o título de Infanta da Polônia. Ela havia se tornado um símbolo da Dinastia Jaguelônica. O influente magnata polônes, João Zamoyski, propôs eleger Ana como Rainha. Mas como as leis de sucessão não permitiam que uma mulher solteira governasse sozinha, Ana deveria se casar, e um novo candidato foi oferecido aos eleitores da Comunidade, Estêvão Báthory, Príncipe da Transilvania. Estevão concordou com a condição de se casar com Ana, e a cumpriu. Em 15 de dezembro de 1575, próximo a Varsóvia, a princesa Ana Jagelão, de 52 anos, junto com Estêvão Báthory, de 42 anos, foram eleitos como co-regentes na segunda eleição da Comunidade Polaco-Lituana com o duplo título de Rei e Rainha da Polônia e Grão-Duque e Grã-Duquesa da Lituânia.  A coroação ocorreu na Catedral de Wawel, em Cracóvia, em 1 de maio de 1576. Porém, o casamento de Ana e Estevão foi infeliz. Estevão achava Ana feia e velha, e só se deitou com ela 3 vezes durante todo o casamento.  Ele a evitava a todo custo, e fugia dela sempre que podia, recusando as investidas de Ana, que o esperava impaciente nós aposentos reais. Mesmo insistindo para ter relações sexuais com o marido, Ana não conseguia este feito. Isso até fez a rainha virar motivo de chacota e piada para os nobres. Até surgiram rumores que Báthory pretendia se divorciar dela para se casar com uma mulher jovem que pudesse lhe dar filhos, assim destronando Ana. Isso, somado à rejeição do marido, irritou profundamente Ana, que começou a conspirar contra Estêvão, se aliando à oposição deste. Mas não deu em nada. Com tudo isso, o casal real não teve herdeiros em seu casamento.
Seu marido, Estêvão Báthory, morreu em 12 de dezembro de 1586, aos 53 anos, devido a vários problemas de saúde. Ana não ficou triste pela morte de Báthory, pois teve um casamento infeliz, tanto que nem quis ser enterrada ao lado dele, como mandava a tradição. Mas Ana certamente ficou decepcionada por que não conseguíu garantir a continuidade da linhagem de sua família, fracassando como seu irmão, Sigismundo II Augusto. Ana teve a oportunidade de seguir reinando sozinha, mas resolveu abdicar.
Mesmo não tendo herdeiros, ela promoveu seu sobrinho, Sigismundo III Vasa, o único filho de sua irmã mais nova, Catarina Jagelão, Rainha da Suécia, como novo Rei. Com a ajuda de Ana, ele ganhou os tronos da Comunidade Polaco-Lituana, vencendo a Eleição de 1587, como o terceiro monarca eleito da República. Assim, Ana Jaguelão garantiu que o próximo monarca que fosse eleito, no caso o seu sobrinho, tivesse linhagem da sua dinastía, porém isso não impediu a extinção da dinastia jaguelônica, já que por direito de nascimento, o sobrinho de Ana era pertencente à Dinastia de Vasa, a mesma do Reino da Suécia, na época. Isso provocaria posteriormente uma união da Suécia com a República das Duas Nações por um tempo, já que além de rei da República, o sobrinho de Ana, Sigismundo III, se tornaria Rei da Suécia em 1592.
Ana viveu seus últimos anos de vida em Varsóvia, ao lado de seu amado sobrinho, Sigismundo III. Ana testemunhou a Guerra de Sucessão Polônesa de 1587 e foi bem ativa nesse conflito, apoiando o sobrinho para manter o trono. Ela também veria o casamento de Sigismundo com a arquiduquesa Ana de Áustria, em meados de 1592. Ela também veria seus sobrinhos-netos nascendo, e até se tornaria madrinha da princesa Ana Maria Vasa, a qual se tornou muito apegada. Uma Ana mais feliz morreu, durante o reinado do sobrinho Sigismundo III, em seu próprio país, onde nasceu e viveu, em 9 de setembro de 1596, aos 72 anos de idade. Ela foi o último dos membros de sua dinastia.
Varsóvia foi a residência principal de Ana, antes de se se tornar capital. A rainha embelezou a cidade com novas construções e várias edificações, muitas das quais ainda hoje existem. Ela também financiou diversos monumentos tumulares célebres na Catedral de Wawel, incluindo o monumento de seu irmão, o Rei Sigismundo II Augusto da Polônia, seu próprio monumento na capela de Sigismundo (ambos entre 1574–1575), e o de seu marido Estêvão, na Capela da Abençoada Virgem Maria (1586, Santi Gucci) bem como a tumba de sua mãe, Bona Sforza, na Basílica di San Nicola em Bari (1593). Em 1586 (dez anos após ter sido pintado), ela ordenou que um retrato dela nos trajes da coroação fosse colocado na Capela de Sigismundo.

## Títulos Reais
- Em Latim: "Anna Dei gratia Infans Regni Poloniae". Tradução em português: "Anna, Pela Graça de Deus, Infanta do Reino da Polônia."

## Ancestrais
Ana era Filha de Sigismundo I da Polônia e de Bona Sforza.